# Kolonia Boleszewo
Kolonia Boleszewo – nieoficjalna kolonii wsi Boleszewo w Polsce położona w województwie zachodniopomorskim, w powiecie sławieńskim, w gminie Sławno.
W latach 1975–1998 miejscowość administracyjnie należała do województwa słupskiego.
Inne miejscowości o nazwie Boleszewo: Boleszewo